# Николаевский сельский совет (Сумский район)
Николаевский сельский совет (укр. Миколаївська сільська рада) — входит в состав
Сумского района
Сумской области
Украины.
Административный центр сельского совета находится в 
с. Николаевка.

## Населённые пункты совета
- с. Николаевка
- с. Спасское

## Ликвидированные населённые пункты совета
- с. Грузское